# 中央駅 (京畿道)
中央駅（チュンアンえき）は、大韓民国京畿道安山市檀園区古桟洞にある、韓国鉄道公社（KORAIL）の駅。
当駅を含む漢大前 - 烏耳島の区間は、安山線と水仁線（首都圏電鉄水仁・盆唐線）が線路を共有しており、両線が当駅に乗り入れる。駅番号は安山線が450、水仁・盆唐線がK252。副駅名「ソウル芸術大学」が設定されている。
駅名の「中央」は1988年まで存在した「中央洞」という地名に由来する。

## 歴史
- 1988年10月25日 - 鉄道庁（現・韓国鉄道公社）安山線と水仁線の駅として開業。
- 1994年9月1日 - 水仁線の廃線に伴い、安山線単独の駅となる。
- 2020年9月12日 - 水仁線の水原 - 烏耳島間開業に伴い、当駅に再び乗り入れる。

## 駅構造
島式ホーム2面4線を有する高架駅であるが、外側2線にはフェンスが設置されており、2面2線のみが使用されている。出入口は1番と2番の2ヵ所ある。
高架線の隣には、1994年に廃止されたナローゲージ時代の水仁線プラットホームとレールが残されており、水仁線の駅名標も当時のまま保存されている。

### のりば
| 1 | ●水仁・盆唐線 | 水原・器興・野塔・往十里方面       |
| 1 | ●安山線       | 衿井・舎堂・ソウル駅・榛接方面     |
| 2 | ●水仁・盆唐線 | 新吉温泉・正往・仁川論峴・仁川方面 |
| 2 | ●安山線       | 古桟・安山・正往・烏耳島方面       |

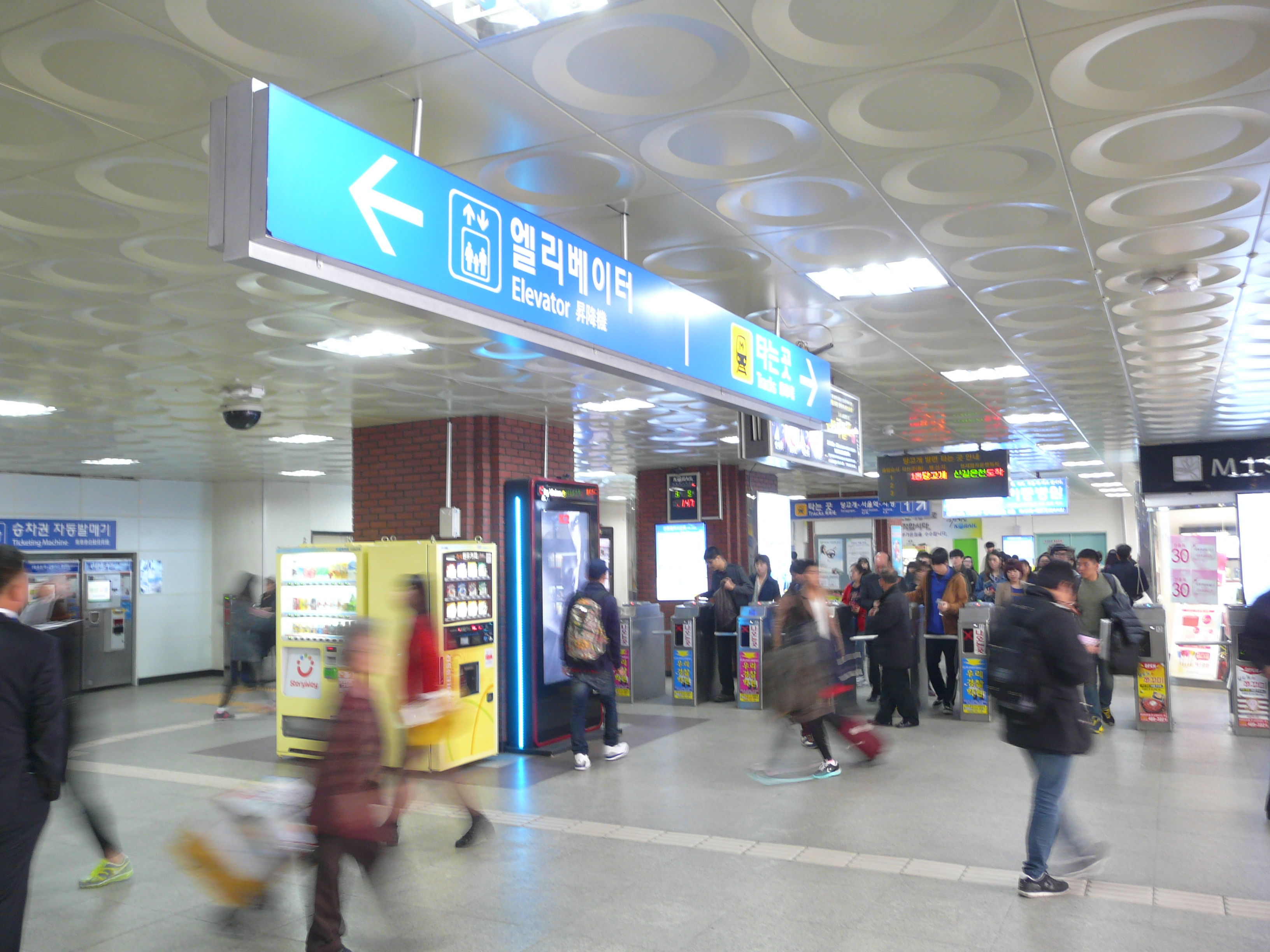
改札口（2013年3月9日）

## 利用状況
各年度の一日平均乗車人員は下表の通りである。ただし、安山線のみ。
| !年次  | 乗車人員 |
| ------ | -------- |
| 2001年 | 8506     |
| 2002年 | 11177    |
| 2003年 | 14110    |
| 2004年 | 14835    |
| 2005年 | 11864    |
| 2006年 | 11930    |
| 2007年 | 12110    |
| 2008年 | 12526    |
| 2009年 | 13187    |
| 2010年 | 13371    |
| 2011年 | 14354    |
| 2012年 | 15161    |
| 2013年 | 15724    |
| 2014年 | 16802    |

## 駅周辺
安山市の中央部に位置し、市名を冠した安山駅よりも当駅の周辺の方が賑わっている。
- 安山総合バスターミナル（朝鮮語版）
- GSスクエア
- ホームプラス安山店
- 安山総合バスターミナル
- 安山市庁
- 安山消防署
- 安山檀園警察署
- ニューコア安山店
- 安山CGV
- ロッテ百貨店安山店
- ロッテマート安山店
- ソウル芸術大学校
- 漢陽大学校 ERICAキャンパス
- 2001アウトレット
- 安山中央初等学校
- 松湖初等学校
- 中央中学校
- 松湖中学校
- 京安高等学校
- 安山川（朝鮮語版）

## バス路線
| 安山市所属市内バス路線 | 安山市所属市内バス路線                                                                     | 安山市所属市内バス路線 | 安山市所属市内バス路線 | 安山市所属市内バス路線 | 安山市所属市内バス路線 | 安山市所属市内バス路線 |
| ---------------------- | ------------------------------------------------------------------------------------------ | ---------------------- | ---------------------- | ---------------------- | ---------------------- | ---------------------- |
| テーマバス             | 502番                                                                                      |                        |                        |                        |                        |                        |
| 都市型バス             | 31番・35番・62番・66番・70番・71番・71-1番・71-2番・72番・76番・77番・99-1番・123番・314番 |                        |                        |                        |                        |                        |
| マウルバス             | 3番                                                                                        |                        |                        |                        |                        |                        |
| 始興市所属市内バス路線 |                                                                                            |                        |                        |                        |                        |                        |
| 都市型バス             | 20番・21番                                                                                 |                        |                        |                        |                        |                        |

## 隣の駅
韓国鉄道公社
●安山線
急行
常緑樹駅 (448) ← 中央駅 (450) ← 安山駅 (453)
緩行
漢大前駅 (449) - 中央駅 (450) - 古桟駅 (451)
●水仁・盆唐線
漢大前駅 (K251) - 中央駅 (K252) - 古桟駅 (K253)